# کاخ یادبود ویکتوریا (کلکته)

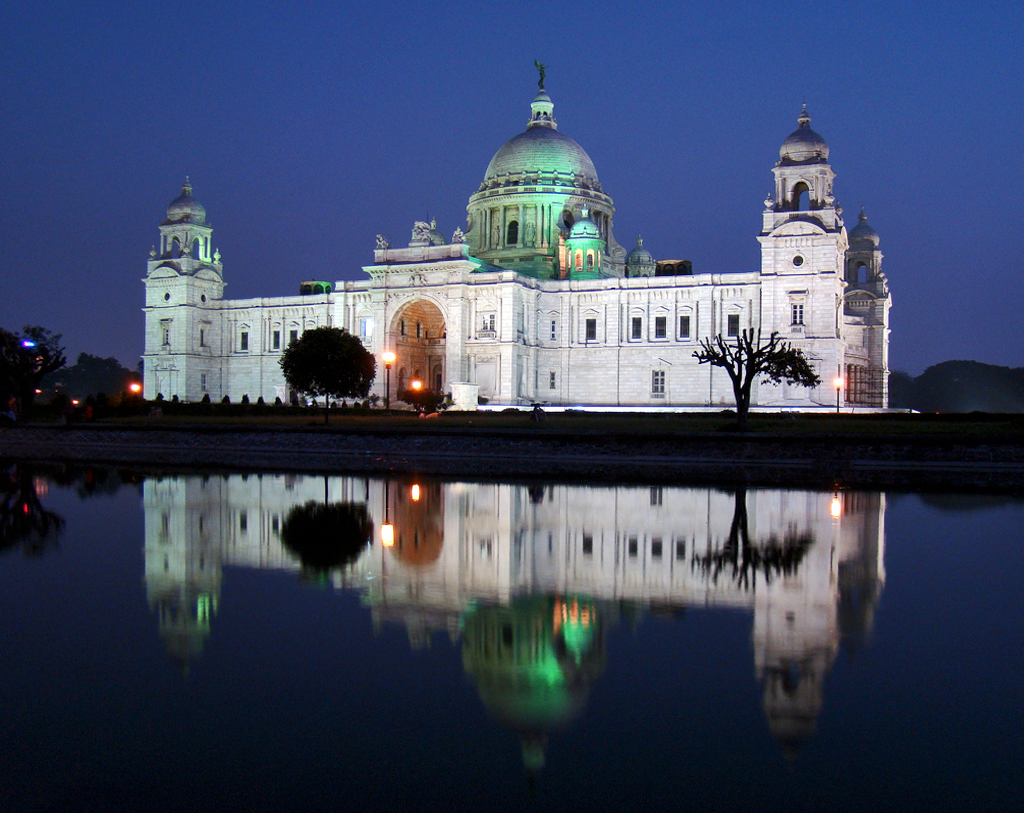
یادبود ویکتوریا (کلکته)

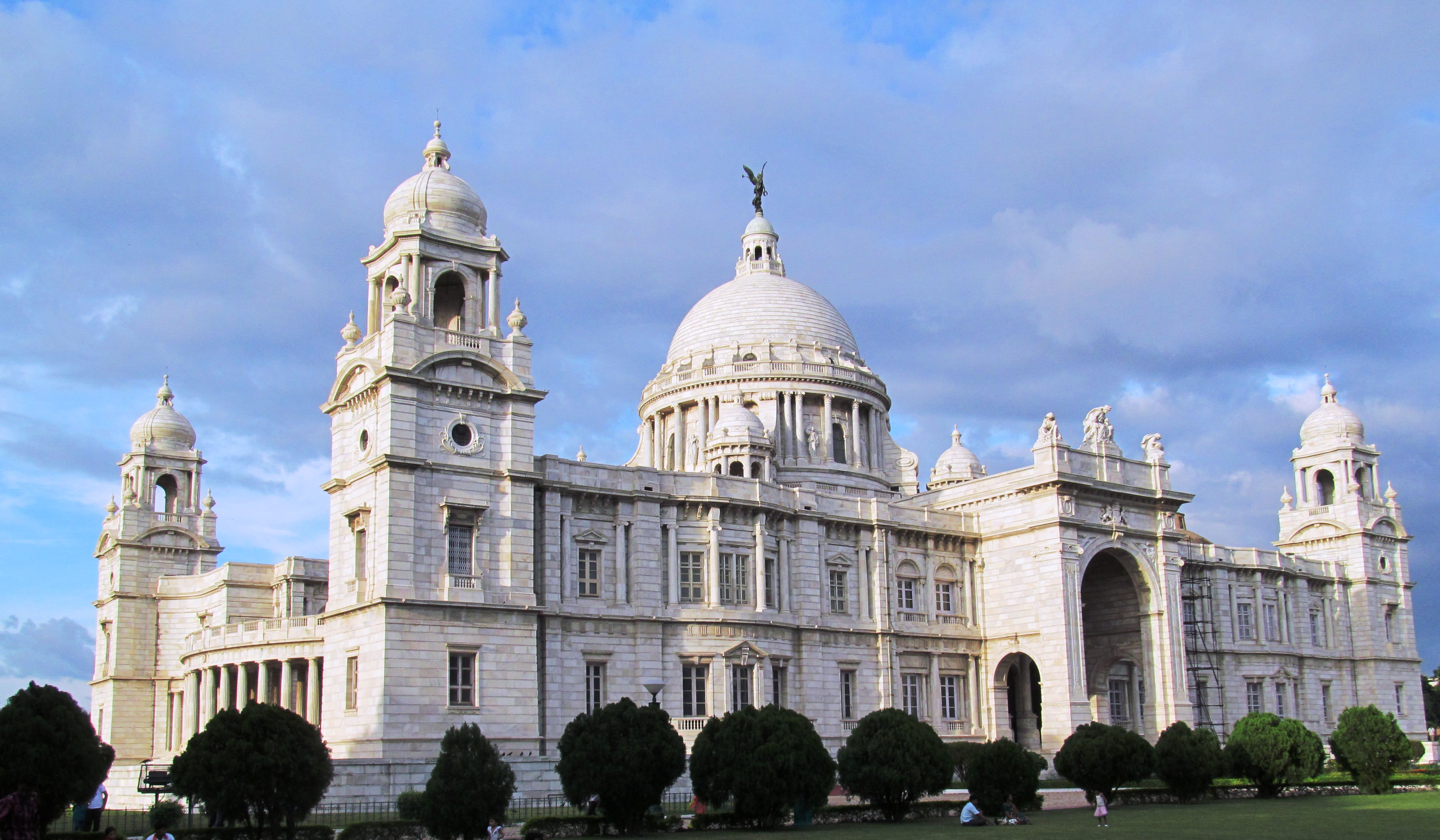
یادبود ویکتوریا (کلکته)

بنای یادبود ویکتوریا، (به انگلیسی: The Victoria Memorial،  ویکتوریا مموریال) و (به هندی: ভিক্টোরিয়া মেমোরিয়াল হল
विक्टोरिया मेमोरियल हॉल)، ساختمان مرمرین بزرگی است که در کلکته در بنگال غربی هند در میان سال‌های ۱۹۰۶ تا ۱۹۲۱ میلادی و در نکوداشت ملکه ویکتوریا (زاده شده ۱۸۰۹ میلادی و درگذشته ۱۹۰۱ میلادی)، ملکهٔ پادشاهی متحد بریتانیای کبیر و ایرلند و نیز امپراتریس هند ساخته شده است. این بنا هم اکنون تبدیل به موزه شده و به یکی از مراکز گردشگری شهر کلکته تبدیل شده است.
این بنا بدست «سر ویلیام امرسون» معمار بریتانیایی، با آمیزه‌ای از سبک معماری ویکتوریایی و معماری هند الهام از سبک هندی و گورکانی طراحی و ساخته شد. بلندای این بنا ۵۶ متر و مساحت آن بیش از ۷ هزار مترمربع بوده و در ساخت آن از سنگ‌های شهر ماکرانای هند استفاده شده است. کاخ ویکتوریا دربرگیرنده یک موزه شامل مجموعه بزرگی از یادبودهای مربوط به ملکه ویکتوریا و حضور بریتانیا در هند و همچنین چند نمایشگاه و نگارخانه دیگر است. پس از استقلال هند در سال ۱۹۴۷ بخش‌های دیگری نیز به این بنای یادبود افزوده شد که از آن میان موزه رهبر ملی و آثار مربوط به استقلال هند می‌شود.